# الورم (رواية)
الورم رواية للروائي الليبي إبراهيم الكوني. صدرت الرواية لأوّل مرة عام 2008 عن المؤسسة العربية للدراسات والنشر في بيروت. ودخلت في القائمة الطويلة للجائزة العالمية للرواية العربية لعام 2009، المعروفة بجائزة «بوكر».

## حول الرواية
يقوم الروائي في هذا العمل بتشريح معنى السلطة في حكاية «إليغوريَّة» رمزية تقوم على تأمل فلسفي وجودي عميق لمفهوم الحاكم والمحكومين والسلطة والمتسلّطين، معرِّجة في سردها الحار على علاقة الإنسان بالوجود، واضعةً في بؤرة الضوء عري الكائن في صحراء هذا العالم.